# Lydia Thompson (danzatrice)
Eliza Hodges Thompson, detta Lydia (Londra, 19 febbraio 1838 – Londra, 17 novembre 1908), è stata una danzatrice e attrice britannica.
Dopo aver lavorato come ballerina in Inghilterra ed in Europa, divenne una ballerina ed attrice di spicco nel burlesque sui palcoscenici di Londra. Ha introdotto il burlesque in America nel 1868 suscitando grande clamore e ricevendo grande notorietà.
Sua sorella Clara T. Bracy lavorò nel cinema muto statunitense, girando numerosi film con David W. Griffith.